# Маравић
Маравић је презиме које се користи у Србији и Хрватској.

## Особе
- Душан Маравић, српски фудбалер.